# Andrew Wai-Man Ng
Andrew Wai-Man Ng (en chino, 伍渭文; pinyin, Wǔ Wèi-wén; jyutping, ng5 wai3 man4, Hong Kong británico, 1949) es un académico y pastor hongkonés. Con una carrera que abarca varias décadas, Ng ha dedicado su vida a la educación teológica, el trabajo pastoral y el estudio de la historia de la Iglesia, particularmente de la figura de Martín Lutero. Ha tenido influencia en el ámbito académico y en las comunidades cristianas de Hong Kong, Taiwán y Estados Unidos. A lo largo de su carrera, ha ocupado diversos cargos, como capellán en universidades y profesor en seminarios teológicos. Su trabajo se ha enfocado en integrar la práctica pastoral con la educación cristiana en el contexto universitario.

## Biografía
La formación académica de Ng comenzó en la Universidad Bautista de Hong Kong, donde obtuvo un diplomado en Historia y Geografía en 1972. Posteriormente, continuó sus estudios en el Instituto Teológico de China, donde obtuvo una maestría en Teología en 1975. Su formación continuó en Estados Unidos, donde obtuvo una maestría en Teología Pastoral en el Seminario Teológico de San Luis en 1982 y un doctorado en Historia de la Iglesia en el Seminario Teológico Luterano en 1985.
Su carrera profesional comenzó como profesor en el Instituto Teológico de China, donde desempeñó roles de dirección y supervisión de prácticas teológicas. En 2000, Ng se unió a la Universidad China de Hong Kong como capellán en la Facultad del Colegio Ching Kai, un puesto que le permitió combinar su trabajo académico con su compromiso pastoral. Además, fue vicepresidente y capellán de la Universidad Cristiana de Kuandu en Taiwán, y profesor en la Universidad Luterana de Hong Kong.
A lo largo de su carrera, Ng también se ha destacado por su compromiso con la educación cristiana en el ámbito académico, promoviendo los valores cristianos en el contexto universitario y defendiendo la libertad religiosa, especialmente en relación con la situación de las iglesias en China.

## Reconocimientos
En 2004, Ng fue elegido presidente de la Asociación de Pastores de Universidades y Escuelas de la Comunidad China, un reconocimiento a su liderazgo y contribución en el ámbito religioso y académico. Este cargo fue confirmado durante un evento anual de la asociación celebrado en la Universidad Tunghai en Taiwán.

## Obras
Ng ha realizado varias publicaciones, tanto en forma de libros como artículos, contribuyendo al estudio de la teología y el culto cristiano. Entre sus obras se encuentra el libro Ver la montaña An con calma (2013), publicado en Hong Kong, así como su trabajo como editor de los primeros volúmenes de los Documentos de Lutero, una serie de publicaciones que exploran la vida y el legado de Lutero. Además, ha escrito varios artículos académicos sobre el cristianismo y la liturgia, algunos de los cuales han sido publicados en congresos y volúmenes académicos relacionados con la música y el culto cristiano.